# 강화중학교 축구부
강화중학교 축구부는 인천광역시에 위치한 강화중학교의 축구부이다. 

## 같이 보기
- 강화중학교